# Obscene Extreme
Das Obscene Extreme ist ein Musikfestival in Tschechien. Der Austragungsort ist in Trutnov, 2009 war er in Svojšice bei Pardubice. Der musikalische Schwerpunkt liegt bei Gruppen der Genres Hardcore Punk, Crustcore, Grindcore und Death Metal. Die Veranstaltung findet an vier Tagen im Juli statt. Jeder zahlende Besucher erhält einen kostenlosen Festival-Sampler.

## Geschichte

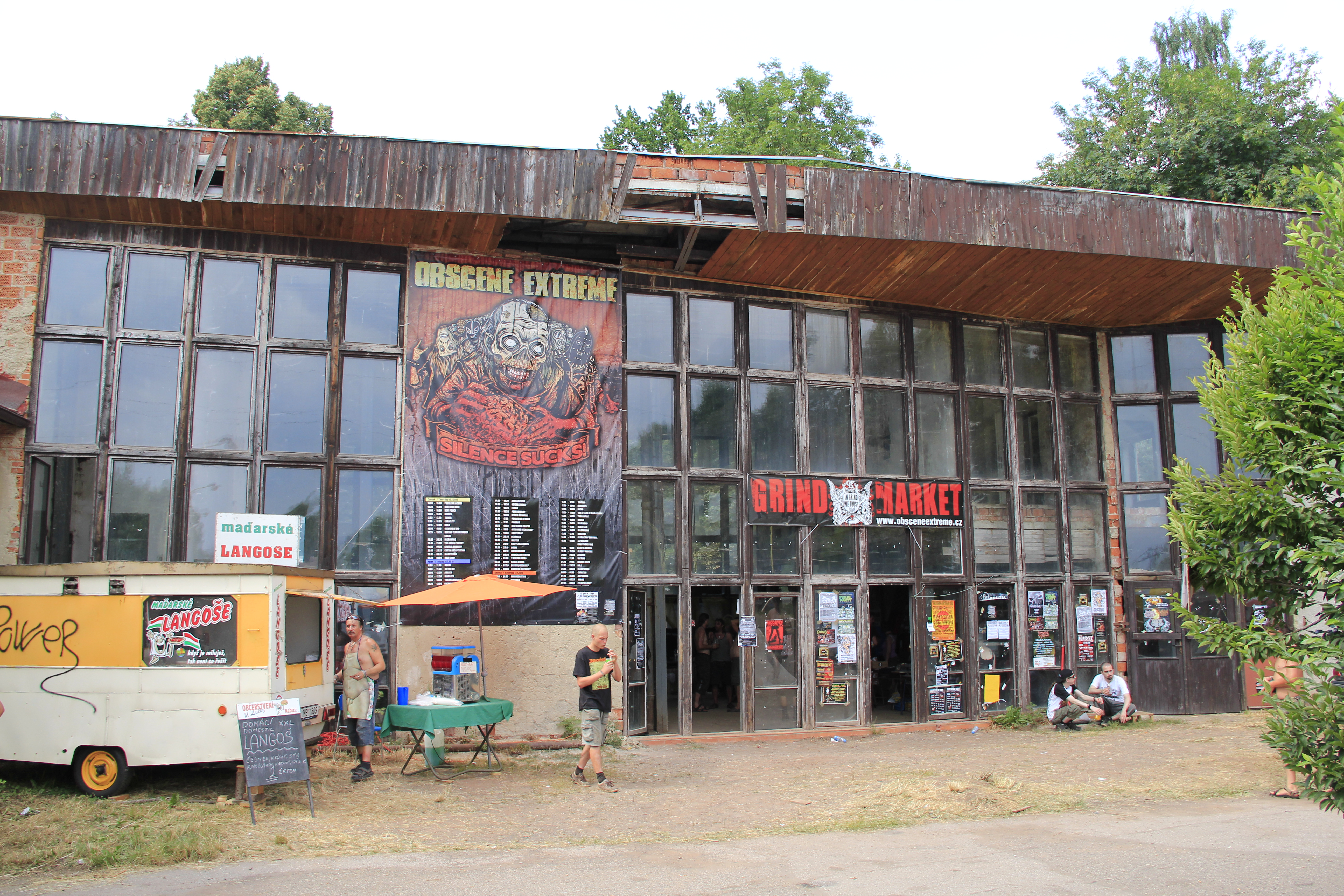
Der Grind Market auf dem Festivalgelände (2010)

Das Festival wurde 1999 von Miroslav „Čurby“ Urbanec, Inhaber des Plattenlabels Obscene Productions und eines Online-Shops, eher zufällig ins Leben gerufen, als aus seiner geplanten Geburtstagsfeier eine Veranstaltung mit 40 Bands wurde. Zum ersten Festival waren rund 1200 Besucher anwesend, 2004 waren es bereits 3000. Anfangs wurden auf dem Festival ausschließlich vegetarische Speisen angeboten, weil Gründer Čurby selber Veganer ist. Im Jahr 2008 wurde erstmals die Grenze von 5000 Besuchern erreicht. Zum zehnjährigen Jubiläum 2009 musste das Obscene Extreme vom „Na Bojišti“ (zu deutsch: „Auf dem Schlachtfeld“, dem historischen Austragungsort der Schlacht bei Trautenau) genannten Veranstaltungsort in Trutnov nach Svojšice in der Nähe von Pardubice verlegt werden. Der Veranstalter sah sich außer Stande, die Kosten des Festivals ausschließlich aus Ticket- und T-Shirt-Verkäufen zu refinanzieren. Nach Neuverhandlungen im Herbst 2009 findet das Obscene Extreme seit 2010 wieder in Trutnov statt. Im Jahr 2011 traten an drei Tagen insgesamt 69 Bands auf. Zusätzlich wurde erstmals ein Freak Day mit einer Tattoo- und Piercing-Show und verschiedenen Wettbewerben veranstaltet. Das Obscene Extreme wird seit 2008 vom britischen Musikmagazin Terrorizer präsentiert. Seit 2012 wird im Rahmen des Festivals die Organisation Ärzte ohne Grenzen durch den Verkauf eines T-Shirts unterstützt.
Die Veranstalter kündigten nach dem 2012er Festival an, dass 2013 Ableger in Mexiko, Indonesien und Australien veranstaltet werden.